# Erysimum insulare
Erysimum insulare là một loài thực vật có hoa trong họ Cải. Loài này được (Greene) Greene mô tả khoa học đầu tiên năm 1886.